# Celuloza (film)
Celuloza – polski film fabularny z 1953 roku, zrealizowany na podstawie powieści Pamiątka z Celulozy Igora Newerlego.

## Treść
Fabułę filmu stanowią wspomnienia Szczęsnego, który w rozmowie ze spotkaną przypadkowo działaczką komunistyczną, opowiada historię swojego życia. Urodził się w małej wiosce, gdzie wraz z rodziną żył w straszliwej nędzy. W poszukiwaniu pracy wywędrował z ojcem do Włocławka, gdzie obaj zatrudnili się w fabryce papieru. Tu zetknął się po raz pierwszy z działalnością związkową i polityczną, ze zorganizowanym ruchem robotniczym. Na życzenie ojca wyruszył w poszukiwaniu pracy do Warszawy, gdzie przez jakiś czas terminował u stolarza. Odbył też służbę wojskową. Wszędzie gdzie się znajdował dostrzegał straszliwe różnice klasowe i niesprawiedliwość społeczną. Bogactwo warstw posiadających i nędzę oraz bezrobocie klasy pracującej. Postanowił podjąć walkę przeciwko wyzyskiwaczom i niesprawiedliwości. Został komunistą.

## Obsada
- Józef Nowak – Szczęsny
- Stanisław Milski – 2 role: Tomasz, ojciec Szczęsnego, majster Czerwiaczek
- Zbigniew Skowroński – Roman Korbal
- Teresa Szmigielówna – Zofia Czerwiaczkowa, kochanka Szczęsnego
- Halina Przybylska – Weronka, siostra Szczęsnego
- Janina Szydłowska – komunistka słuchająca opowieści Szczęsnego
- Jarosław Skulski – mieszkaniec piwnicy Szamotulskiej
- Adam Kwiatkowski – Bucek, robotnik w zakładzie Czerwiaczka
- Zbigniew Józefowicz – Jan Gawlikowski
- Stanisław Jasiukiewicz – robotnik Bolesław Gąbiński
- Hanka Bielicka – Szamotulska, gospodyni Szczęsnego
- Mirosław Szonert – ksiądz Woyda
- Tadeusz Kondrat – krawiec Natan Lubart
- Adolf Chronicki – porucznik Gedroniec
- Feliks Żukowski – chorąży Pawłowski
- Bronisław Pawlik – PPS-owiec Leon Krusiewicz
- Krystyna Feldman – dewotka
- Wanda Łuczycka – Rozalia Stelmachowa
- Jerzy Antczak – robotnik
- Ludwik Benoit – przewoźnik
- Cezary Julski – bandyta
- Janusz Kłosiński – strugacz, członek „partii”
- Roman Kłosowski – denuncjator
- Leon Niemczyk – major Stuposz
- Aleksander Sewruk – naczelnik policji Wajszyc
- Witold Skaruch – robotnik Ofmański
- Wilhelm Wichurski

## Plenery
- Toruń, Włocławek, Warszawa.